# (172627) 2003 XP10
(172627) 2003 XP10 — астероїд головного поясу, відкритий 9 грудня 2003 року.
Тіссеранів параметр щодо Юпітера — 3,229.